# Mater Dolorosa (klooster)
Mater Dolorosa was een klooster van de congregatie der Passionisten, dat in 1907 werd gesticht in het Gelders-Limburgse dorp Molenhoek aan de Stationsstraat. Mater Dolorosa was het eerste passionistenklooster in Nederland.
Het verzoek aan de gemeente Mook en Middelaar om een klooster te mogen bouwen kwam van Pater Clemens (Leonard Fleischeuer), overste van de Passionisten. De ligging van het land met de naam De Hooven nabij het station was een belangrijke reden om hier een klooster te willen bouwen. De toestemming werd verkregen, en op 27 oktober 1907 werd het eerste deel opgeleverd en betrokken. In 1925 werd als laatste de kloosterkapel opgeleverd. Ten zuiden van het klooster lag de kloostertuin. Het tegenwoordige Paterspaadje vormde de zuidgrens van het kloosterterrein, de spoorlijn de oostgrens en het Laantje de westgrens.
In 1934 werd aan de kapel van het klooster de rectoraatskerk van Molenhoek gebouwd, naar een ontwerp van de architect Joseph Franssen. Dit was een gevolg van de ontstane gewoonte van leken om de zondagsmis bij de paters te volgen, waarvoor pas in 1931 officieel toestemming kwam na wat bekend werd als de Mookse kwestie.
De kerk werd gewijd aan Onze-Lieve-Vrouw van Smarten. Pas op 1 januari 1981 werd Molenhoek een zelfstandige parochie, als afscheiding van Mook en Heumen.
In 1975 werd het klooster, dat ten oosten van de kerk in het verlengde van de kloosterkapel stond, afgebroken. De kloosterkapel, die behouden bleef, werd in gebruik genomen als sacristie.

## Prominente kloosterbewoners
- Mgr. Stanislaus van Melis (1911-1998)
- Pater Emmanuel van de Nieuwenhof (1924-2009), onder meer Vicarius Cooperator te Rheine[4][5]